# Huyền sử vua Đinh
Huyền sử vua Đinh (tên khác: Đại Việt Thất Hùng) là một bộ phim điện ảnh lịch sử Việt Nam năm 2022 do Công ty Athena sản xuất, Anthony Võ đạo diễn. Phim có sự tham gia diễn xuất của Anh Tài, Ngô Tiến Thành, Sala Uyên Trinh, với nội dung kể lại quá trình Đinh Bộ Lĩnh dẹp loạn 12 sứ quân, thống nhất đất nước.
Tại thời điểm phát hành, bộ phim đã trở thành bom xịt phòng vé với doanh thu thấp kỷ lục và được coi là tác phẩm có doanh thu thấp nhất của điện ảnh Việt Nam năm 2022. Phim đã nhận phải nhiều chỉ trích từ giới chuyên môn cùng người xem, cũng như bị xếp vào hàng "thảm họa" và buộc phải rời rạp chỉ sau khoảng 10 ngày công chiếu, qua đó làm dấy lên tranh cãi về chất lượng của những bộ phim sử Việt đương thời và trách nhiệm của cơ quan kiểm duyệt.

## Nội dung
Bộ phim thuật lại cuộc đời của Đinh Tiên Hoàng từ thuở ban sơ đến lúc thành công dẹp loạn 12 sứ quân, lên ngôi hoàng đế nước Đại Cồ Việt. Năm 944, sau khi vua Ngô Quyền mất, triều đình nhà Ngô trở nên rối ren hơn bao giờ hết; các sứ quân đã nổi dậy và lập thành cát cứ riêng. Đinh Bộ Lĩnh – lúc này mới 20 tuổi – phải đối phó với mâu thuẫn trong nội bộ gia tộc khi bị người chú Đinh Thúc Dự truy sát, đồng thời tập hợp lực lượng để thống nhất đất nước.

## Diễn viên
- Anh Tài vai Đinh Bộ Lĩnh
- Sala Uyên Trinh
- Ngô Tiến Thành
- Ngô Phước Thiện
- Đỗ Thành

## Sản xuất
Đạo diễn của bộ phim là Anthony Võ; đây là tác phẩm đầu tay do ông cầm trịch vai trò chỉ đạo, ông cũng kiêm cả biên kịch xây dựng kịch bản phim. Hãng sản xuất bộ phim là Công ty Athena. Với độ dài 78 phút, bộ phim quy tụ dàn diễn viên ít tên tuổi, trong đó diễn viên chính thủ vai Đinh Bộ Lĩnh là Anh Tài. Bên cạnh tiêu đề Huyền sử vua Đinh, phim còn có tên khác là Đại Việt Thất Hùng. Kinh phí để thực hiện tác phẩm là 8 tỷ đồng. Với dự định ban đầu rằng phim sẽ được phát hành như là webdrama, Huyền sử vua Đinh sau đó đã trở thành một dự án điện ảnh. Khởi quay từ năm 2020, bộ phim được thực hiện gấp rút trong bối cảnh đại dịch COVID-19 đang diễn ra. Trong quá trình sản xuất, ê-kíp đã gặp phải nhiều khó khăn về vấn đề tài chính. Các diễn viên trong đoàn phim sẵn sàng giảm tiền cát-xê của mình để tác phẩm được hoàn thành.

## Phát hành
Đơn vị chịu trách nhiệm phát hành bộ phim là Saigon Movie. Đoàn phim đã đẩy nhanh tiến độ về thủ tục cấp phép để kịp ra rạp trước Ngày Nhà giáo Việt Nam 20 tháng 11. Dù vậy, phim bị Cục Điện ảnh yêu cầu phải chỉnh sửa lại và gán nhãn phân loại khán giả xem phim trên 16 tuổi trước khi cho phổ biến từ ngày 10 tháng 11 năm 2022. Phía đoàn phim đã thống nhất với các rạp sẽ chỉ chiếu trong vòng một tuần và nếu không đạt doanh thu như kỳ vọng thì có thể rút phim. Bộ phim sau đó được khởi chiếu rộng rãi tại Việt Nam từ ngày 18 tháng 11 năm 2022.
Trong thời gian ra mắt, tác phẩm chủ yếu bị xếp lịch vào sáng sớm và tối muộn, là những khung giờ ít người xem. Đạo diễn Anthony Võ đã lên tiếng "than phiền" về việc này trên báo chí, cho biết các suất chiếu của phim kể cả với bom tấn cũng không thể có doanh thu cao, đồng thời cho rằng nếu các rạp chỉ có thể sắp xếp được như vậy thì "không nên nhận lời phát hành bộ phim". Đến ngày 29 tháng 11 năm 2022, phim đã bị rút khỏi rạp do ít suất chiếu cũng như doanh thu kém.

### Doanh thu phòng vé
Huyền sử vua Đinh đã trở thành một bom xịt phòng vé khi thu về số tiền thấp kỷ lục 42,8 triệu đồng sau 10 ngày, trở thành một trong những tác phẩm có doanh thu thấp nhất của điện ảnh Việt Nam, trong bối cảnh các bộ phim Việt phát hành cùng thời điểm đều phải chịu lỗ tại thị trường nội địa. Lý do khách quan cho doanh thu thấp này được cho là bởi các suất chiếu ít cùng truyền thông nhỏ hẹp. Việc "nhà nhà, người người đều tập trung coi World Cup" cũng tác động đáng kể tới lượng người xem. Anthony Võ khi được phỏng vấn nói rằng ông đã đoán được doanh thu thấp của phim và cho biết sẽ rút kinh nghiệm "lựa chọn nhà phát hành uy tín, làm việc rõ ràng với hệ thống rạp và kêu gọi nhà đầu tư để nâng cao chất lượng tác phẩm" trong tương lai.

## Tiếp nhận
Được kỳ vọng là một trong những phim sử Việt hiếm hoi ra mắt, sau khi công chiếu, bộ phim đã không có được sự đón nhận từ khán giả, thậm chí còn bị coi là "thảm họa" của điện ảnh Việt Nam. Đa số những ý kiến bình luận về Huyền sử vua Đinh đều là tiêu cực, trong đó nhiều bình luận cho rằng đây là một bộ phim "kém chất lượng, thiếu chỉn chu". Các ý kiến cũng bày tỏ thái độ phản đối khi dùng lý do kinh phí và việc phim có một đề tài "kén khán giả" để giải thích chất lượng tác phẩm không được đảm bảo.
Từ khi công bố trailer phim, nhiều người xem đã phát hiện có nhiều phân cảnh phim để lộ hình ảnh cột điện, gian nhà cấp bốn hiện đại hay một diễn viên quần chúng nhuộm tóc vàng. Phần tạo hình và phục trang của các nhân vật cũng bị cho là sơ sài, cẩu thả. Sau khi ra mắt, bộ phim vấp phải một làn sóng chỉ trích lớn từ người xem; tác phẩm bị nhiều lời chê bai vì phần kịch bản "ôm đồm", tâm lý nhân vật chưa được khai thác sâu, diễn xuất "khô cứng" đi kèm với việc xuất hiện quá nhiều diễn viên trong khi đa số những người này chỉ xuất hiện thoáng qua, không để lại ấn tượng đậm nét. Phim bị cho là thiếu sự nghiên cứu đầu tư vào khâu đạo cụ, lời thoại và "không có cấu trúc điện ảnh [...] mà chỉ có kể chuyện, minh họa". Một số bài báo đã phân tích các chi tiết bị sai lệch trong phim so với chính sử và rằng "sự hư cấu quá... hồn nhiên đến mức bóp méo lịch sử" đã tạo phản ứng ngược cho người xem dù đây là phim huyền sử. Số đông khán giả cũng đồng tình rằng Huyền sử vua Đinh chỉ xứng tầm với một phim chiếu mạng hơn là tác phẩm để đem đi chiếu tại rạp phim.
Bài tổng hợp đánh giá trên trang VnExpress đã cho Huyền sử vua Đinh số điểm 2/10, với nhận xét chung rằng tác phẩm "kém về kịch bản lẫn tạo hình". Theo đánh giá từ báo Tuổi Trẻ, việc bộ phim chọn cấu trúc thời gian tuyến tính với lối kể "khô cứng, thiếu sự liên kết", cộng với nội dung phim chỉ tường thuật lại các cột mốc thời gian "nhàm chán, có phần giống với bộ phim tài liệu minh họa lịch sử" đã khiến Huyền sử vua Đinh "khó có thể làm hài lòng khán giả". Trong một bài viết của báo Người lao động, tác giả Minh Khuê cho rằng tất cả mọi thứ trong phim đều ở mức dưới trung bình, đồng thời nhận định doanh thu thấp của bộ phim cho thấy "muốn chinh phục khán giả, nhà làm phim phải mang đến tác phẩm hay". Tờ Zing News thì có một nhận xét tích cực hơn về bộ phim, theo đó cho phim 5 điểm trên 10, chỉ ra những điểm tốt như "cấu trúc rõ ràng", "phân cảnh hành động được trau chuốt và đầu tư" cùng điểm sáng về diễn xuất của diễn viên Anh Tài; nhưng cũng nêu ra nhiều mặt hạn chế như tình tiết vụng về, sự "hời hợt" trong khâu sản xuất và cho rằng đón nhận người xem đối với tác phẩm là một minh chứng cho sự "có tâm nhưng thiếu hẳn tầm".
Việc tác phẩm có doanh thu kém và phải rút rạp sau đó đã làm dấy lên tranh cãi về chất lượng và sức hút của dòng phim lịch sử Việt Nam nói chung khi trong quá khứ, có nhiều bộ phim cùng thể loại bị cho là chứa đầy "sạn" và thua lỗ nặng. Những khó khăn về phim trường, thiếu sự hỗ trợ từ nhà nước cùng áp lực thị hiếu khán giả cũng được cho là góp phần vào sự ra đời của các bộ phim lịch sử "chắp vá". Có người đã đặt câu hỏi về trách nhiệm phía cơ quan kiểm duyệt khi để "lọt" một cuốn phim chất lượng kém ra thị trường.